# Carlos Kuri Slim
Carlos Kuri Slim (Ciudad de México, 5 de mayo de 1957) es un expiloto de motonáutica y actual dueño de Grupo Cedas Cataluña S.A. Es sobrino del multimillonario Carlos Slim.

## Trayectoria
Distinguido como uno de los mejores 33 deportistas mexicanos del siglo XX, premio entregado de manos del presidente de México Ernesto Zedillo Ponce de León en 1999, y en el 2003 obtuvo la medalla luchador Olmeca por la Confederación Deportiva Mexicana.
Ganó el premio de la asociación para las minorías en deportes motor y fue novato del año de la Formula One Prop en 1999.
Fundó NAUPRO, logrando la profesionalización e internacionalización de la motonáutica Mexicana. Su primer triunfo internacional fue en la carrera Fórmula F2, en Isla Grande, Cuba, en 1997, carrera avalada por la Unión Internacional de Motonáutica (UIM).